# МАРЗ-4219
МАРЗ-4219 — российский высокопольный автобус среднего класса производства Мичуринского авторемонтного завода для перевозки пассажиров по городским, пригородным и междугородним маршрутам, является собственной разработкой завода.

## История
На заводе понимали, что на старых львовских автобусов ЛАЗ-695Н и ЛАЗ-697Н долго не протянуть и мичуринский авторемонтный завод стал готовиться к производству машин собственной конструкции. За основу был взят проект городского автобуса большого класса серии «5252», который был разработан в конце 1970 году на львовским институтом ВКЭИ автобуспром. Данный экземпляр был по сути удлиненной версии автобуса ЛАЗ-4202 который производился с 1978 до 1993 года, освоить тогда производства пробовали сначала в Кургане на заводе КАвЗ, а потом во Львове на заводе ЛАЗ. В результате у конструкторов мичуринского завода, возможно, что и не без помощи с института Укравтобуспром, получилось собственное семейство городских и пригородных автобусов с кузовами двух типов: первый 9,65-метра (аналоги автобусов ЛАЗ-42021 и ЛАЗ-42022) и второй 11-метров (аналоги автобусов ЛАЗ-5252). Их освоение проходило в два этапа. Сначала в конце 1994 года начали делать укороченные автобусы в переходной версии с новым кузовом и использованием передней части от автобусов модели ЛиАЗ-5256, но ещё на старых агрегатах от автобусов ЛАЗ-695Н. Визуально эти машины можно было отличить по мостам от завода ЗиЛ. Данные автобусы могли оснащать бензиновыми двигателями от грузовика ЗИЛ-130 (в последствии, быстро отказались) и дизельные двигатели ЯМЗ-236М2. Расположение дверей данных автобусов было как у ЛАЗ-4202, но передний свес был короче, а передняя дверь состояла из одной створки вместо двух, а пригородная модификация имела лишь одну распашную дверь спереди, как и у автобуса ЛАЗ-697, и с угловатыми колесными арками как у ранних троллейбусов модели ЗиУ-9. Удивительный фактом можно выделить то, что по документам эти машины числились как ЛАЗ-695Н (городская версия) и ЛАЗ-697Н (пригородная версия), причем именно под этими названиями совершенно спокойно ставились на учет по всей стране.
Это продолжалась до 1996 года, когда у завода закончился срок действия документа на свидетельства о регистрации транспортного средства, а поскольку любое транспортное средство без регистрации нельзя было поставить на учёт, заводу пришлось проводить полноценную процедуру сертификации и получать одобрение типа транспортного средства на машину, выполненную в полном соответствии с конструкторской документацией. В окончательной конфигурации автобус оснащался только дизельным двигателем ЯМЗ, рулевым управлением от завода МАЗ, передним мостом от КААЗ и задним мостом от ИЗТМ на пневматической подвеске. У пригородного автобуса вместо распашной передней двери появилась автоматическая поворотная, и еще одна точно такая же дверь теперь прописалась в заднем свесе кузова без неё машину нельзя было бы сертифицировать, такой автобус получил индекс МАРЗ-4219 который пришел на смену устаревших автобусов ЛАЗ-697Н, а городской вариант получил индекс МАРЗ-42191. Самые первые партии машин комплектовались 20-дюймовыми колесами с прежними шинами от автобусов ЛАЗ с размером 280R508, но довольно быстро завод перешел на более современные колеса с низкопрофильными шинами 22,5-дюймовой размерности, а в 1997 году, для кузовов автобусов боковины стали использоваться рифленые стальные листы вместо плоских.
С 1998 по 1999 год завод провел первую серьезную модернизацию своих машин, было доработано основание и увеличены свесы кузова, что позволило поставить двустворчатые двери в место одиночных. Внешность автобусов стала выглядеть более привлекательно, колесные арки округлились, а на смену маскам кузова от автобусов ЛиАЗ-5256 пришли оригинальные, рассчитанные на установку прямоугольных фар. Изменилась технология изготовления автобусов: для обшивки боковых частей стал использоваться оцинкованный стальной лист, который крепился к каркасу не сваркой, а на клеезаклепочном соединении. К концу 1999 года с боковин у мичуринских автобусов исчезли гофры, при этом индексы данных автобусов остались прежними, но заводских эмблем на этих машинах не появились. Однако удлинение свеса кузова сделала одну из старых проблем это провисание задней площадки. Дело в том, что основание кузова у автобусов варилось из прямоугольных труб и имело замкнутые объемы, в которых активно быстро появлялась коррозия и также быстро уничтожала все сварные швы. Скорое всего трещины возникали при эксплуатации на плохих дорогах и большой вес дизельного двигателя ЯМЗ, который размещался в корме. В итоге проблему решили кардинально, применив в основании швеллер вместо трубы. Дополнительную жесткость кузову придали за счет вклеивание боковых стекол, маски и короба багажных отсеков стали оклеивать из стеклопластика, для этого на заводе организовали специальный участок. На автобусов стали устанавливать новые двигатели ЯМЗ-236НЕ с турбонаддувом и нового А-образного подрамника передней подвески. Первый опытный образец из выше перечисленных изменений был построен в 2000 году на 12-метровой машины, потом завод начал поочередно внедряться в производство на всех модификаций автобусов, а в 2001 машины с обновленной внешностью стали серийным продуктом. Старые двигатели без турбонаддувом монтировались вплоть до 2002 года. Сначала доработанным автобусам хотели присвоить новые индексы и уже зарезервировали под 12-метровую машину обозначение «5277», но по факту проще и дешевле оказалось сертифицировать автобусы под старыми индексами, что и было сделано. Но если индексы у машин остались прежними, а дизайн передних пластиковых масок кузова стал меняться практически каждый год, становясь все более красивей и привлекательней. Корректировалась и конструкция кузовов пригородных машин, в 2001 году автобусы МАРЗ-4219 и МАРЗ-5266 непродолжительное время выпускались в исполнении с двустворчатой передней дверью и одностворчатой задней. В 2002 году на заводе поменяли линию бокового остекление на автобусах МАРЗ-5266, она была прямая, а стала ломаной, но в скором временем это стали применять и на МАРЗ-42191.
В 2002 году Мичуринский авторемонтный завод презентовал под прежними названиями моделей МАРЗ-4219 и МАРЗ-5266 совершенно новые междугородные автобусы с несущий, цельнометаллический, вагонной компоновкой кузовом длиной 10,5 м (МАРЗ-42191-01) и 12 м (МАРЗ-5277-01), построенными на модернизированной ходовой части со швеллерным основанием. В том же году на заводе было начато серийное производство этих автобусов.
Обновлённые автобусы получили задние и передние панели из стеклопластика, вклеенные стёкла, оригинальные формы передних световых приборов и более округлым стилем передней облицовки кузова. Новые машины были внешне легко различимы, отличить их можно было по количеству люков в багажных отсеках под полом, у коротких машин их было меньше чем у больших. На автобус устанавливался турбированный двигатель ЯМЗ-236НЕ2, объёмом 11,15 л и мощностью 230 л.с. и экологическим стандартом Евро-2, с которым автобус мог развивать скорость до 90 км/ч. На автобус одновременно могло ехать до 60 пассажиров из которых 37 мест предназначены для сидячих пассажиров. Обычно завод-изготовитель красил свои автобусы в белые или синие цвета, но по желанию покупателя производитель мог покрасить в другой цвет. С 2007 года на автобус уже устанавливали новые блок-фарами от волжского автомобиля ВАЗ-2115.
В 2003 году завод обновил линейку городских автобусов МАРЗ-42191 и МАРЗ-5266, на них стали устанавливать новые маски кузова с передними блок-фарами от автомобиля ВАЗ-2115, появились вклеенные ветровые и задние стекла, были установлены новые планетарные двери, а главное начали внедряться новые компоненты: АБС и тормозная аппаратура фирмы WABCO, автоматическую коробку передач от ZF Ecomat и задний ведущий мост Raba. За счет оптимизации планировки салона вместимость 10,5-метровой машины повысилась до 80-90 человек. В 2004 году при очередной сертификации машин завода автобус сохранил прежнее обозначение «42191».
Исправив все недочёты, за которые ругали мичуринские автобусы, завод вынужденно поднял стоимость своей продукции и в какой-то момент столкнулся с нехваткой оборотных средств. Проведённая реорганизация и техническое переоснащение производства, очередная модернизация автобусов в дальнейшее введение в конструкцию узлов импортного производства, формирование списка опций и построение новой собственной сервисно-сбытовой сети позволили за неполных три года снова выйти на докризисные объемы производства. При этом автобусы стали красить в яркие цвета например в жёлтый, оранжевый, ярко-зеленый, синий. В обычный белый цвет автобусы тоже могли красить но по желанию покупателя.
Однако с приходом кризиса 2008 года спрос на продукцию завода начал катастрофически падать. Оставшись без государственной поддержки как на федеральном, так и на региональном уровне, предприятие было вынуждено снизить выпуск. В 2010 году автобусное производство было выведено в новое юридическое лицо ООО «Мичуринский автобус» но и это не спасло завод. Собрав последние 11 автобусов серийный выпуск всех моделей данного завода был прекращен в 2011 году, завод встал, теперь уже навсегда. Спустя год ООО «Мичуринский автобус» обанкротился впрочем, это совсем другая история.
На данный момент в России по количеству и действующих линейных автобусов МАРЗ-42191 в регионе лидирует Ярославская область, 3/2 машин которые каждый день исправно выходят на линию. Всего в нашей стране на учёте состоят 40 автобусов, но с каждый годом данных автобусов становится всё меньше и меньше и в скором времени их будет уже не встретить на наших бескрайних дорогах России.

## Интересные факты о данных автобусах
- Удивительный фактом является то, что по документам эти машины назывались ЛАЗ-695Н и ЛАЗ-697Н, причем именно под этими названиями совершенно спокойно ставились на учет по всей стране до 1999 года.[2]
- Для собственных нужд Мичуринский авторемонтный завод на базе автобусов МАРЗ-4219 штучно изготовил специальные не остекленные грузопассажирские модификации с вместительным грузовым отсеком в задней части кузова. На этих машинах водители и снабженцы ездили по стране за комплектующими. Один из таких фургонов, был и в Москве, припаркованный возле кафе «Русь». Судя по внешнему виду, построен он примерно 1998-1999 годах, а по документам числился как переоборудованный ЛАЗ-697Н 1984 года.[3]
- В 2003 году на базе МАРЗ-42191-01 на заводе построили очередную партию грузопассажирский автобусов на замену тем экземплярам, что были построены еще в конце 1990-х. Что интересно, как минимум пара таких фургонов на сей раз была продана на сторону частным перевозчикам. Конечно, вести погрузку такой машины через единственную сдвижную дверь в правой боковине не очень удобно, равно как доставляет неудобство неровный пол в грузовом отсеке. Но прелесть у этих машин была в другом, просторная кабина на 8 пассажиров, в которой предусмотрены 4 спальных места, а автобусная регистрация, позволяла спокойно проезжать мимо знаков «движение грузовых автомобилей запрещено».[5]
- Интересную внешность всех автобусов объясняет одна из легенд о заводе МАРЗ. Легенда гласит, что на мичуринском авторемонтном заводе вообще не было дизайнеров, а внешность автобусов разрабатывали буквально от конструкторов до студентов местного Политеха.[1]

## Технические характеристики[8][9]
| Технические характеристики                       |                                           |                                           |                                                    |
|                                                  | МАРЗ-4219                                 | МАРЗ-42191                                | МАРЗ-42191-01                                      |
| Кузов                                            | несущий, вагонной компоновки              | несущий, вагонной компоновки              | несущий, цельнометаллический, вагонной компоновкой |
| Вентиляция                                       | 3 люка в крыше, форточки на боковых окнах | 3 люка в крыше, форточки на боковых окнах | 3 люка в крыше, форточки на боковых окнах          |
| Колёсная формула                                 | 4 × 2                                     | 4 × 2                                     | 4 × 2                                              |
| Число мест для сидения                           | 33+1                                      | 20+1                                      | 37+1                                               |
| Общее число мест                                 | 60                                        | 90                                        | 60                                                 |
| Комплектуется двигателями                        | ЯМЗ-236М2, ЯМЗ-236НЕ-2                    | ЯМЗ-236М2, ЯМЗ-236НЕ-2                    | ЯМЗ-236НЕ-2                                        |
| Комплектуется коробки передач                    | ЯМЗ-236П, ЯМЗ-2361-81                     | ЯМЗ-236П, ЯМЗ-2361-81                     | ЯМЗ-2361-81                                        |
| Рулевой механизм                                 | Csepel                                    | Csepel                                    | Csepel                                             |
| Тормозная система                                | двухконтурная                             | двухконтурная                             | двухконтурная                                      |
| Максимальная скорость, км/ч                      | 90                                        | 90                                        | 90                                                 |
| Ёмкость топливного бака, л                       | 240                                       | 240                                       | 240                                                |
| Контрольный расход топлива при 60 км/ч, л/100 км | 35,8                                      | 35,8                                      | 35,8                                               |
| Длина, мм                                        | 10435                                     | 10553                                     | 10553                                              |
| Ширина, мм                                       | 2500                                      | 2500                                      | 2500                                               |
| Высота, мм                                       | 3060                                      | 3060                                      | 3060                                               |
| База, мм                                         | 4810                                      | 4810                                      | 4810                                               |
| Полная масса, кг                                 | 16340                                     | 16340                                     | 15680                                              |

## Галерея

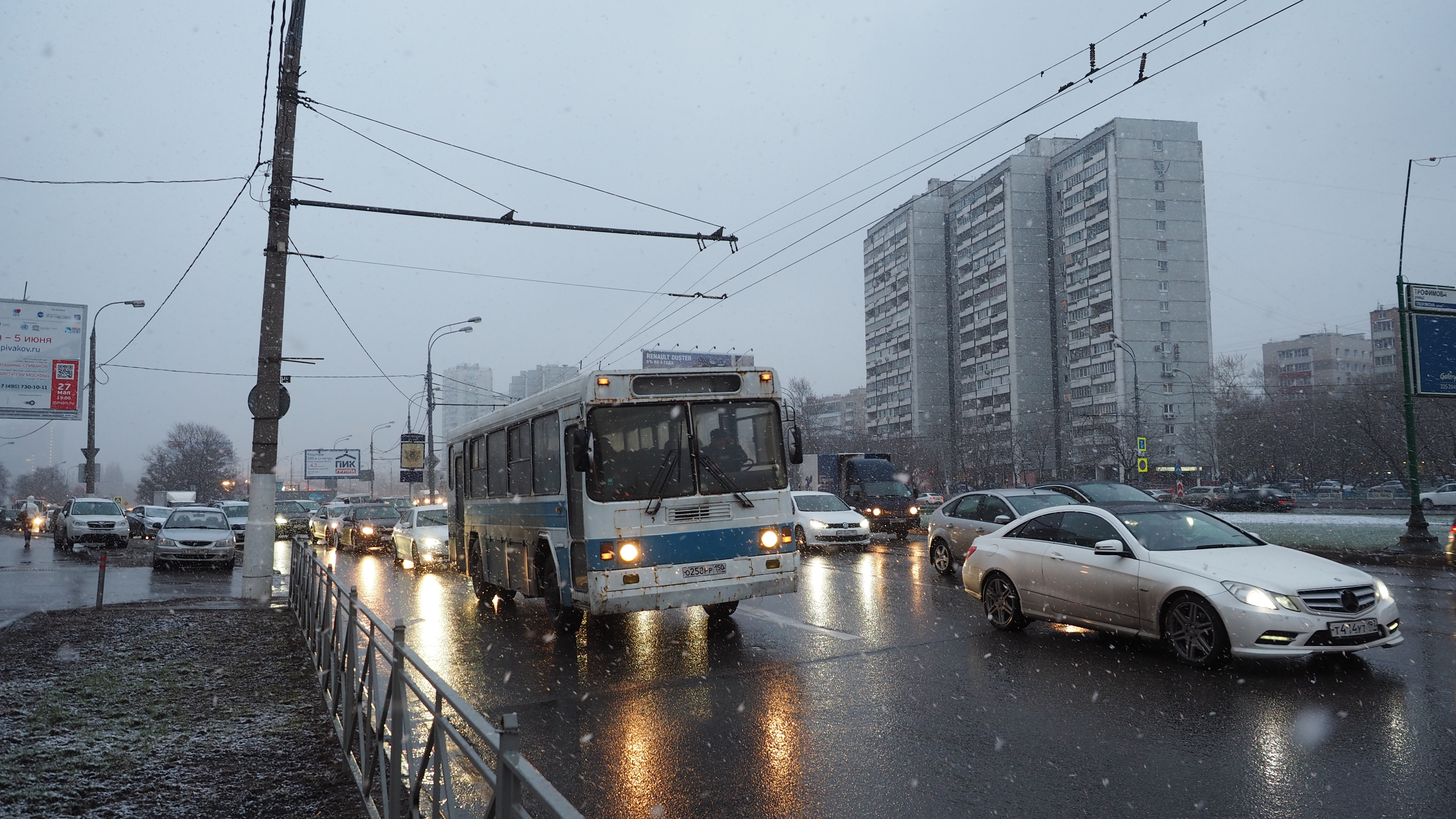
Ранний автобус МАРЗ-4219 спереди в Москве
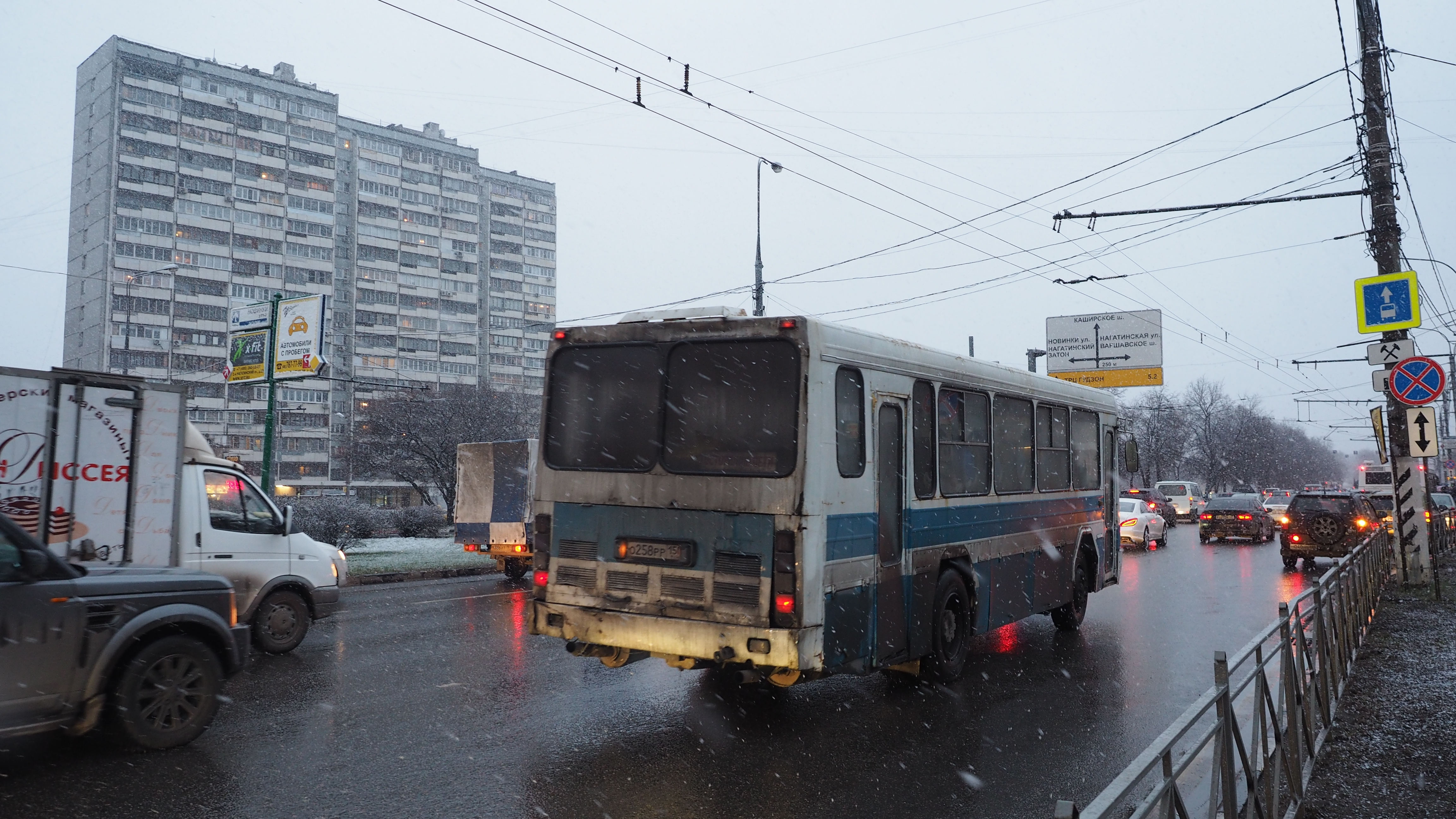
Ранний автобус МАРЗ-4219 сзади
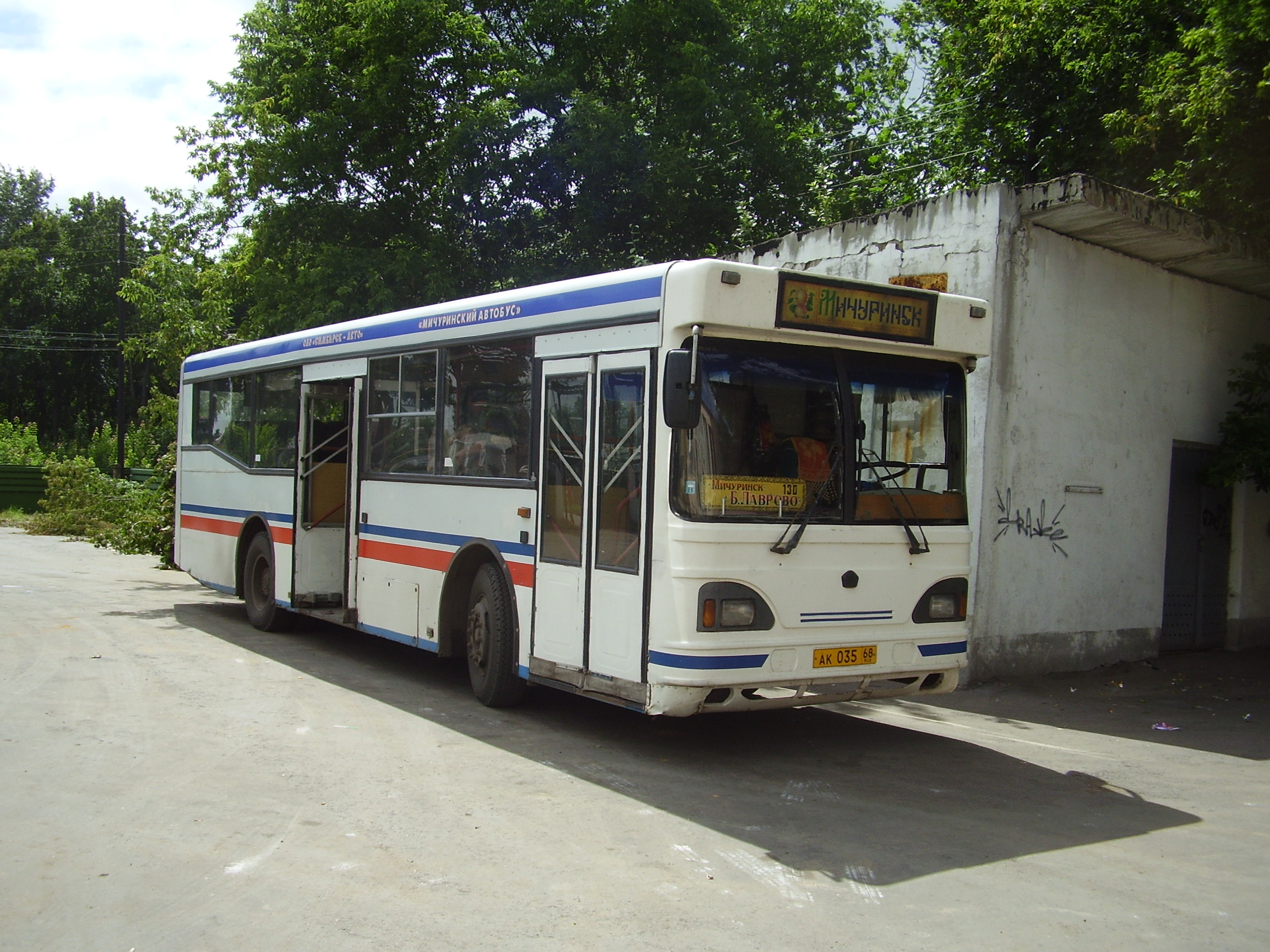
Автобус МАРЗ-42191 в Мичуринске
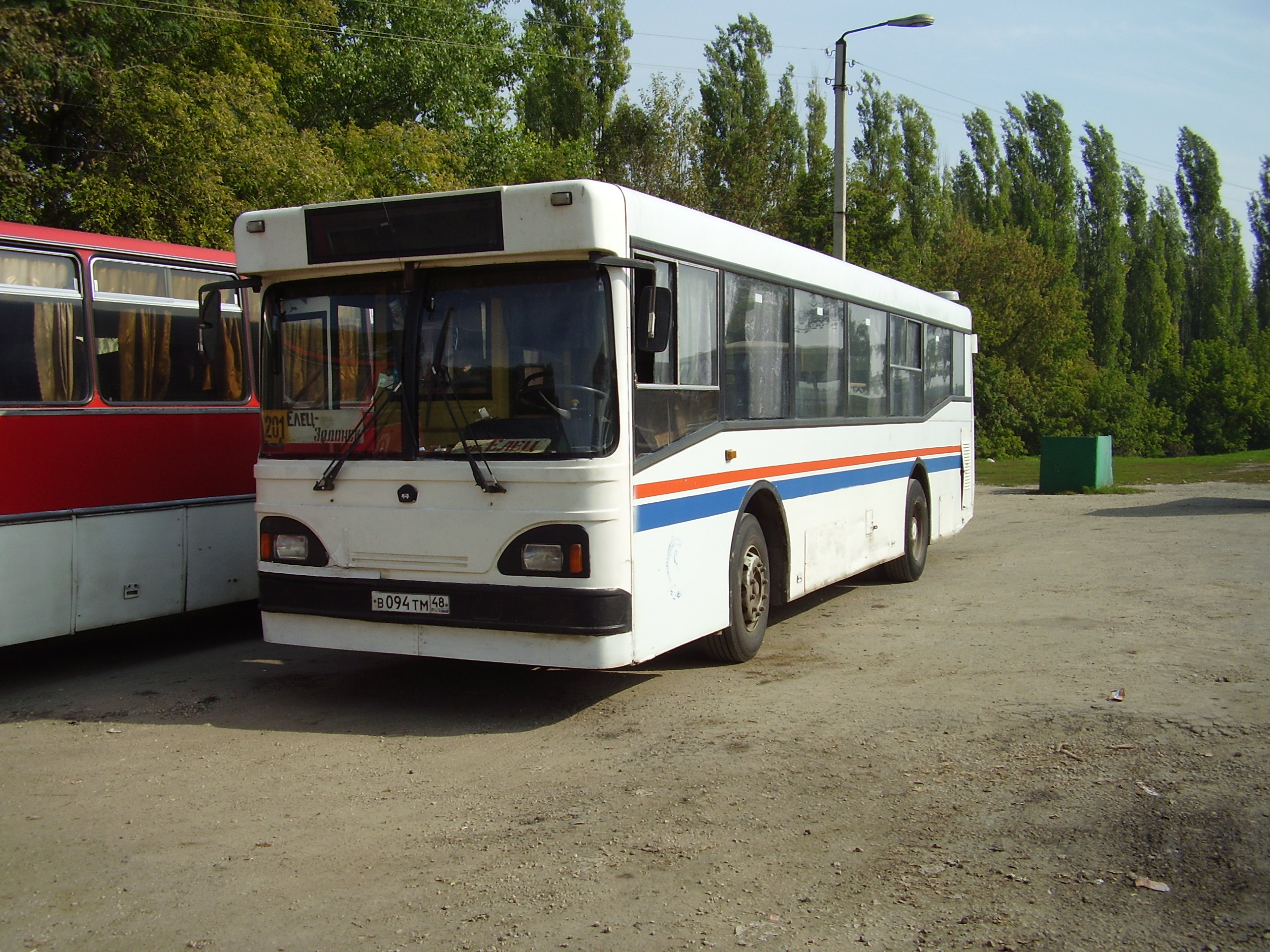
Автобус МАРЗ-42191 с другой стороны
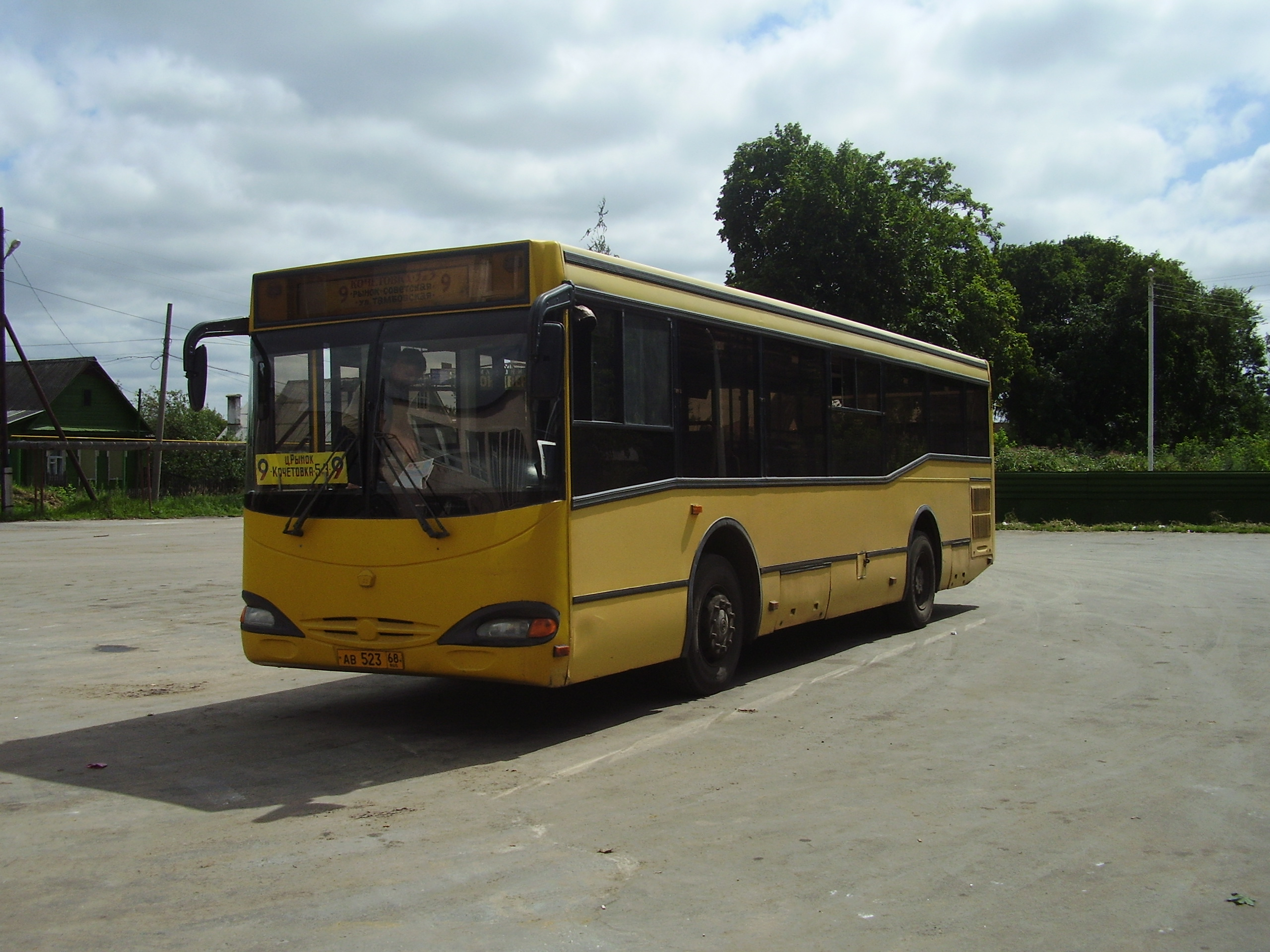
Рестайлинг автобуса МАРЗ-42191 в Мичуринске
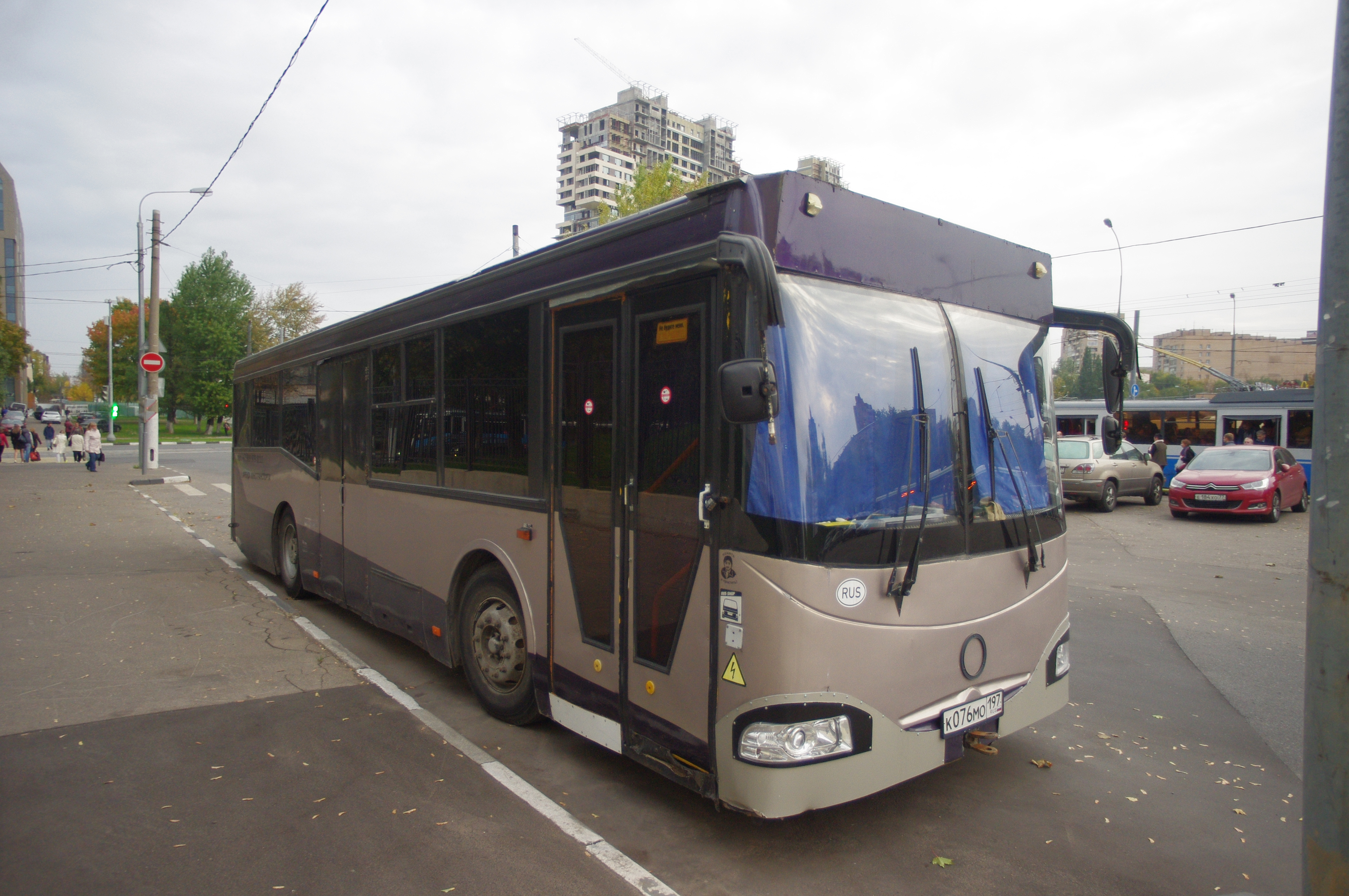
Автобус МАРЗ-42191 с фарами от грузовика МАЗ в Москве
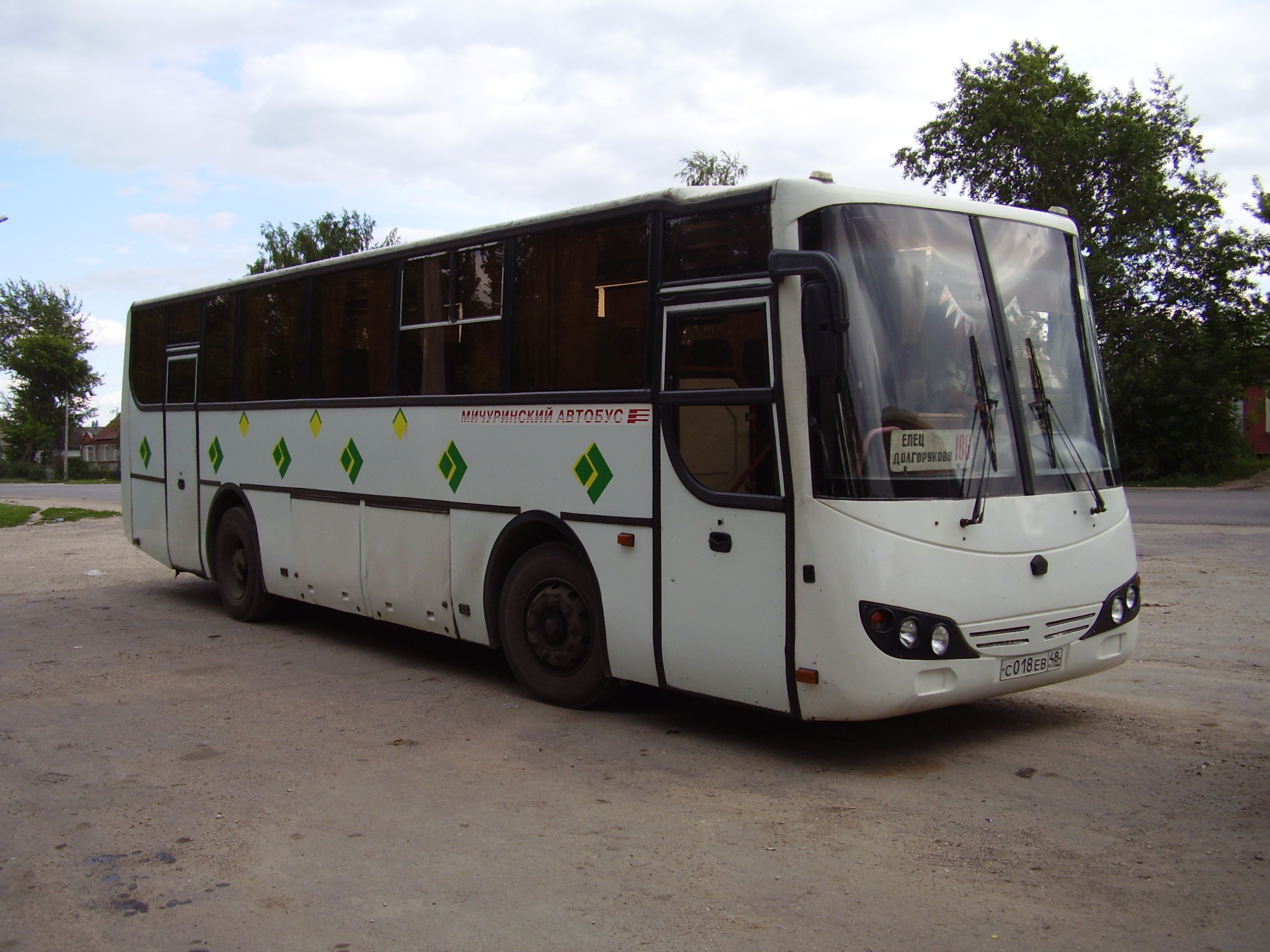
Междугородний автобус МАРЗ-42191-01 в Ельце

## Примечание
1. 1 2  МАРЗ: Дёшево и сердито, или жупел от мира автобусов. www.drive2.ru (21 января 2021). Дата обращения: 26 января 2024.
2. 1 2 3  Николай Марков. МАРЗ: автобусы, которые делали в Мичуринске (ч.2). Дзен (9 февраля 2019). Дата обращения: 26 января 2024. Архивировано 26 января 2024 года.
3. 1 2  Николай Марков. МАРЗ: автобусы, которые делали в Мичуринске (ч.3). Дзен (10 февраля 2019). Дата обращения: 26 января 2024. Архивировано 26 января 2024 года.
4. ↑  Николай Марков. МАРЗ: автобусы, которые делали в Мичуринске (ч.4). Дзен (12 февраля 2019). Дата обращения: 26 января 2024. Архивировано 26 января 2024 года.
5. 1 2 3  Николай Марков. МАРЗ: автобусы, которые делали в Мичуринске (ч.5). Дзен (13 февраля 2019). Дата обращения: 26 января 2024. Архивировано 26 января 2024 года.
6. ↑  Николай Марков. МАРЗ: автобусы, которые делали в Мичуринске (ч.6). Дзен (14 февраля 2019). Дата обращения: 26 января 2024. Архивировано 26 января 2024 года.
7. ↑  МАРЗ-42191. fotobus.msk.ru. Дата обращения: 26 января 2024. Архивировано 26 января 2024 года.
8. ↑  МАРЗ-42191 (2005-н.д.) < Русские и советские автобусы и троллейбусы, общественный транспорт России. www.bus2.ru. Дата обращения: 26 января 2024. Архивировано 8 июня 2023 года.
9. ↑  МАРЗ-42191-01 (2005-н.д.) < Русские и советские автобусы и троллейбусы, общественный транспорт России. www.bus2.ru. Дата обращения: 26 января 2024. Архивировано 26 января 2024 года.